# Marina Orioł
Marina Wiktorowna Orioł (ros. Марина Викторовна Орёл; ur. 3 grudnia 1979 w Czernihowie) – rosyjska aktorka teatralna i filmowa.

## Kariera
W 2003 roku ukończyła studia aktorskie w Rosyjskiej Akademii Sztuki Teatralnej, w klasie Marka Zacharowa. W tym samym roku trafiła do zespołu Teatru na Małej Bronnej w Moskwie.  Gościnnie występowała w Teatrze im. Antona Czechowa. 
Na dużym ekranie zadebiutowała w 2002 roku rolą w serialu filmowym Cha. Maleńkije komiedii.
W 2009 roku wyszła za mąż za aktora i reżysera Pawła Bardina. Ma dwie córki – Jekatierinę i Lubow.

## Role filmowe
- 2002 – Cha. Maleńkije komiedii
- 2003 – Spasibo jako pielęgniarka
- 2003 – Czaj, kofe, potancujem! jako Wika
- 2003 – Beema
- 2004 – Pochititieli knig jako Rita
- 2004 – Griechi otcow jako Antonina Kowalowa
- 2005 – Izuczaja Lessinga
- 2006 – Żenskaja liga
- 2006 – Kwartirnyj wopros
- 2006 – Koszaczij wals jako Alisa
- 2006 – Pod Bolszoj miedwiedicej jako Dunia
- 2006–2009 – Kłub jako Stella
- 2009 – Rosja 88 jako Marta
- 2009 – Łaskowyj maj jako Katieńka
- 2009 – Siem´ żon odnogo chołostiaka jako Anżeła
- 2010 – Gop-stop jako Mary
- 2013 – Propawszyje biez wiesti jako Łarina
- 2014 – Samara-2 jako mama Kristiny